# Barcelona Ladies Open
Il Barcelona Ladies Open è stato un torneo femminile di tennis che si giocava a Barcellona in Spagna su campi in terra rossa. In passato ha fatto parte di diverse categorie: della Tier V dal 1988 a 1989, nel 1990 della Tier IV, poi è stato promosso a Tier III nel 1991 e Tier II nel 1993, nel 2007 è stato retrocesso nella categoria Tier IV. Faceva parte della categoria International.

## Albo d'oro

### Singolare
| Anno       | Vincitrice                  | Finalista                   | Punteggio     |
| ---------- | --------------------------- | --------------------------- | ------------- |
| 1972       | Gail Sherriff               | Nathalie Fuchs              | 6–1, 6–4      |
| 1973       | Non disputato               | Non disputato               | Non disputato |
| 1974       | Nathalie Fuchs              | Glynis Coles                | 7–5, 8–6      |
| 1975       | Non disputato               | Non disputato               | Non disputato |
| 1976       | Renáta Tomanová             | Virginia Ruzici             | 3–6, 6–4, 6–2 |
| 1977       | Non disputato               | Non disputato               | Non disputato |
| 1978       | Hana Mandlíková             | Sabina Simmonds             | 6–1, 5–7, 6–3 |
| 1979- 1984 | Non disputato               | Non disputato               | Non disputato |
| 1985       | Sandra Cecchini             | Raffaella Reggi             | 6–3, 6–4      |
| 1986       | Petra Huber                 | Laura Garrone               | 7–6(4), 6–0   |
| 1987       | Non disputato               | Non disputato               | Non disputato |
| 1988       | Neige Dias                  | Bettina Fulco               | 6–3, 6–3      |
| 1989       | Arantxa Sánchez (1)         | Helen Kelesi                | 6–2, 5–7, 6–1 |
| 1990       | Arantxa Sánchez Vicario (2) | Isabel Cueto                | 6–4, 6–2      |
| 1991       | Conchita Martínez           | Manuela Maleeva             | 6–4, 6–1      |
| 1992       | Monica Seles                | Arantxa Sánchez Vicario     | 3–6, 6–2, 6–3 |
| 1993       | Arantxa Sánchez Vicario (3) | Conchita Martínez           | 6–1, 6–4      |
| 1994       | Arantxa Sánchez Vicario (4) | Iva Majoli                  | 6–0, 6–2      |
| 1995       | Arantxa Sánchez Vicario (5) | Iva Majoli                  | 5–7, 6–0, 6–2 |
| 1996- 2006 | Non disputato               | Non disputato               | Non disputato |
| 2007       | Meghann Shaughnessy         | Edina Gallovits             | 6–3, 6–2      |
| 2008       | Marija Kirilenko            | María José Martínez Sánchez | 6–0, 6–2      |
| 2009       | Roberta Vinci (1)           | Marija Kirilenko            | 6–0, 6–4      |
| 2010       | Francesca Schiavone         | Roberta Vinci               | 6–1, 6–1      |
| 2011       | Roberta Vinci (2)           | Lucie Hradecká              | 4–6, 6–2, 6–2 |
| 2012       | Sara Errani                 | Dominika Cibulková          | 6–2, 6–2      |

### Doppio
| Anno       | Vincitrici                                             | Finaliste                                          | Punteggio            |
| ---------- | ------------------------------------------------------ | -------------------------------------------------- | -------------------- |
| 1972       | Gail Sherriff Nathalie Fuchs                           | Michèle Gurdal Monique Van Haver                   | 6–4, 6–2             |
| 1973       | Non disputato                                          | Non disputato                                      | Non disputato        |
| 1974       | Lindsey Beaven María-Isabel Fernández                  | Mirka Kozeluhova Bendlova Renáta Tomanová          | 7–9, 10–8, 6–2       |
| 1975       | Non disputato                                          | Non disputato                                      | Non disputato        |
| 1976       | Florența Mihai Pat Medrado                             | Nathalie Fuchs Michèle Gurdal                      | 6–2, 6–4             |
| 1977       | Non disputato                                          | Non disputato                                      | Non disputato        |
| 1978       | Non disputato                                          | Non disputato                                      | Non disputato        |
| 1979- 1984 | Non disputato                                          | Non disputato                                      | Non disputato        |
| 1985       | Petra Delhees Pat Medrado                              | Penny Barg Adriana Villagrán                       | 6–1, 6–0             |
| 1986       | Iva Budařová Catherine Tanvier                         | Petra Huber Petra Keppeler                         | 6–2, 6–1             |
| 1987       | Non disputato                                          | Non disputato                                      | Non disputato        |
| 1988       | Iva Budařová Sandra Wasserman                          | Anna-Karin Olsson Maria Jose Llorca                | 1–6, 6–3, 6–2        |
| 1989       | Jana Novotná Tine Scheuer-Larsen                       | Arantxa Sánchez Judith Wiesner                     | 6–2, 2–6, 7–6(3)     |
| 1990       | Mercedes Paz Arantxa Sánchez Vicario (1)               | Sabrina Goleš Patricia Tarabini                    | 6(7)–7, 6–2, 6–1     |
| 1991       | Martina Navrátilová Arantxa Sánchez Vicario (2)        | Nathalie Tauziat Judith Wiesner                    | 6–1, 6–3             |
| 1992       | Conchita Martínez (1) Arantxa Sánchez Vicario (3)      | Nathalie Tauziat Judith Wiesner                    | 6–4, 6–1             |
| 1993       | Conchita Martínez (2) Arantxa Sánchez Vicario (4)      | Magdalena Maleeva Manuela Maleeva                  | 4–6, 6–1, 6–0        |
| 1994       | Larisa Neiland (1) Arantxa Sánchez Vicario (5)         | Julie Halard Nathalie Tauziat                      | 6–2, 6–4             |
| 1995       | Larisa Neiland (2) Arantxa Sánchez Vicario (6)         | Mariaan de Swardt Iva Majoli                       | 7–5, 4–6, 7–5        |
| 1996- 2006 | Non disputato                                          | Non disputato                                      | Non disputato        |
| 2007       | Nuria Llagostera Vives (1) Arantxa Parra Santonja (1)  | Lourdes Domínguez Lino Flavia Pennetta             | 7–6(3), 2–6, [12–10] |
| 2008       | Lourdes Domínguez Lino Arantxa Parra Santonja (2)      | Nuria Llagostera Vives María José Martínez Sánchez | 4–6, 7–5, [10–4]     |
| 2009       | Nuria Llagostera Vives (2) María José Martínez Sánchez | Sorana Cîrstea Andreja Klepač                      | 3–6, 6–2, [10–8]     |
| 2010       | Sara Errani (1) Roberta Vinci (1)                      | Timea Bacsinszky Tathiana Garbin                   | 6–1, 3–6, [10–2]     |
| 2011       | Iveta Benešová Barbora Záhlavová-Strýcová              | Natalie Grandin Vladimíra Uhlířová                 | 5–7, 6–4, [11–9]     |
| 2012       | Sara Errani (2) Roberta Vinci (2)                      | Flavia Pennetta Francesca Schiavone                | 6–0, 6–2             |